# Richard Wingfield (5e vicomte Powerscourt)
Richard Wingfield, 5e vicomte Powerscourt (11 septembre 1790 – 9 août 1823) est un homme politique Anglo-Irlandais.

## Biographie
Il est le fils de Richard Wingfield, 4e vicomte Powerscourt et de Catherine Meade, fille de John Meade (1er comte de Clanwilliam). Le 19 juillet 1809, il succède à son père dans la Pairie d'Irlande. En 1821, il est élu comme pair Irlandais pour siéger à la Chambre des lords. En août 1821 Powerscourt accueille George IV dans sa famille à Powerscourt House, dans le Comté de Wicklow.
Il se marie deux fois; d'abord à Frances Théodosia Jocelyn, fille de Robert Jocelyn (2e comte de Roden) et Frances Théodosia Bligh, le 6 février 1813. Il se remarie avec Théodosia Howard, fille d'Hugh Howard et Catherine Bligh, en août 1822. Il est remplacé dans ses titres, par son fils, Richard Wingfield (6e vicomte Powerscourt).